# Louis-François Carlet de La Rozière
Louis-François Carlet (Pont-d’Arches, Charleville, 10 de outubro de 1733 — Lisboa, 7 de abril de 1808), marquês de La Rozière, foi um oficial general de Infantaria dos Exércitos da França, e agente secreto francês, ativo no período da Guerra dos Sete Anos e da Revolução Francesa, que se destacou ao serviço de Portugal durante a Guerra das Laranjas. Foi um dos oficiais franceses, do grupo dos emigrados, que estavam em postos de comando do Exército Português quando ocorreu a primeira invasão francesa de Portugal e cujo conhecimento profundo das forças portuguesas, do território e das estruturas de defesa muito aproveitou às forças invasoras. Concluiu a sua carreira no posto de tenente-general.

## Biografia
Nascido no seio de uma família de origem piemontesa que se instalou em França no século XV, La Rozière começou a sua carreira nas armas muito jovem. Em 1745, alistou-se voluntariamente no Regimento de Infantaria Conti, onde o seu pai servia, e pegou em armas pela primeira vez em Itália. 
Tenente do Regimento de Touraine, em 1746, esteve na batalha de Rocourt, em 11 de outubro do mesmo ano, depois na batalha de Lauffeld, bem como no cerco de Berg-op-Zoom (1747) e no cerco de Maastricht (1748).
Em 1750, transfere-se do Regimento de Touraine para as escolas de matemática e desenho estabelecidas em Paris e frequenta o curso de engenharia militar na Escola Real de Engenharia de Mézières (École royale du génie de Mézières), em Mézières. Em 1752, acompanha Nicolas Louis de Lacaille num expedição organizada sob a égide da Companhia Francesa das Índias Orientais (Compagnie française des Indes orientales), como engenheiro da brigada destinada às colónias francesas no Índico.
Regressado à Europa em 1756, escreveu a sua primeira obra sobre a arte militar, intitulada Les stratagèmes de guerre. Nesse mesmo ano, foi nomeado ajudante-de-campo de François Amédée de Broglie, o conde de Revel, e ajudante-marechal geral da logística do exército auxiliar francês destinado à Boémia.
A Guerra dos Sete Anos
Em 1757, inicia a sua participação na Guerra dos Sete Anos, integrado no exército da Vestefália, e participa na batalha de Rossbach, onde dirige uma divisão de artilharia. Morto nessa batalha o conde de Revel, de quem ajudante-de-campo, La Rozière junta-se ao corpo de exército comandado por Victor-François de Broglie (1718-1804). Com este general, e com os marechais Louis Charles César Le Tellier, o duque d'Estrées e Charles de Rohan, o príncipe de Soubise, combateu durante toda a Guerra dos Sete Anos. 
Esteve presente na tomada de Bremen, na batalha de Sandershausen, onde foi ferido e nomeado capitão de dragões, na batalha de Lutzelberg (1758) (ou Lutterberg), na batalha de Bergen (1759), na batalha de Minden (1759), na travessia do rio Hom e na batalha de Korbach em 1760 e na tomada de Cassel em 1761.
Foi nomeado tenente-coronel de dragões do Regimento de Cavalaria do Rei (Régiment du Roi cavalerie) e, pouco depois, é feito cavaleiro da Ordem de São Luís, na sequência da sua brilhante atuação no incidente Frauenberg, em que esteve prestes a fazer prisioneiro o príncipe Ferdinand de Brunswick-Lunebourg. Nesse incidente, quando La Rozière estava prestes a deter o príncipe, o seu cavalo caiu e só lhe restou na mão a bolsa do príncipe, que só se salvou graças à velocidade do cavalo que montava.
Participou nas batalhas de Grünberg, na batalha de Villinghausen e na travessia do rio Weser. Um dos seus melhores feitos de armas foi o assalto à cascata de Cassel, em 1761, que capturou de espada em punho e fez prisioneira a guarnição. Algum tempo depois, ele próprio foi feito prisioneiro durante um reconhecimento por montanheses escoceses na floresta de Sababord. Foi levado para o quartel-general do rei da Prússia, que lhe disse: Gostaria de o enviar de volta para o exército francês, mas quando capturamos um oficial tão distinto como o senhor, mantemo-lo o máximo de tempo possível; tenho razões para não o trocar nas atuais circunstâncias; por isso, ficará connosco sob a sua palavra. 
Passou três semanas no quartel-general do rei da Prússia, de quem recebe muitas gentilezas, nomeadamente do príncipe Ferdinand de Brunswick, que, recordando o ataque a Frauenberg, disse um dia, apontando para ele: Este é o francês que mais medo me deu na vida.
Após ter sido incluído numa troca de prisioneiros, La Rozière regressou às suas funções. A batalha de Wilhemsthall, a batalha de Morschom, a retirada de Hesse com o Marechal d'Estrées, a batalha de Dilbenstadt, onde atacou vigorosamente a vanguarda inimiga são, bem como a Batalha de Amenebourg, onde liderou a carga, depois dos ferimentos do marquês de Castries e do visconde de Sarsfield e até à chegada do marquês de Ségur, períodos que recordam a sua coragem e habilidade.
O serviço no segredo do rei
Assinado o Tratado de Paris (1763), que estabeleceu a paz de 1763, tendo posto fim à Guerra dos Sete Anos, La Rozière foi empregue no ministério secreto do conde de Broglie, que muito se serviu dos seus talentos militares e das suas qualidades pessoais.
Em 1765 e 1766, foi para Inglaterra, por ordem de Luís XV, para fazer o levantamento das costas daquele reino, para o segredo do rei, o serviço secreto real, e cumpriu esta importante missão com tanta inteligência como coragem. 
Encarregado de fazer o levantamento de todas as costas e portos de França, apresenta um projeto de defesa do porto de Rochefort e do Pays d'Aunis que foi aprovado e executado. Elaborou também um plano de defesa do porto de Brest, que o rei aprovou e que foi imediatamente posto em prática. As obras propostas por La Rozière para a segurança de Saint-Malo, do Clos Poulet, de Lorient e de toda a costa da Bretanha foram igualmente aprovadas e parcialmente executadas.
Em 1768, o governo encarregou La Rozière de escrever uma história das guerras francesas durante os reinados de Luís XIII, Luís XIV e Luís XV, com base em despachos de ministros e generais.
Em 1770, La Rozière foi encarregue pelo rei de elaborar um plano geral para uma campanha contra a Inglaterra. A 11 de novembro do mesmo ano, foi nomeado brigadeiro de dragões dos Exércitos do Rei, comandando em Saint-Malo e, algum tempo depois, marechal-general de um exército destinado a invadir a Inglaterra.
Em reconhecimento dos quatrocentos anos de serviços militares prestados ao Estado por esta família e, em especial, pela de La Rozière, o rei fez com que as terras de Wagnon fossem transformadas em marquesado de La Rozière, por carta patente, em 1780. Em 1781, enquanto a França apoiava os colonos americanos na guerra da independência dos Estados Unidos, foi nomeado comandante do exército destinado a tomar as ilhas de Jersey e Guernsey e foi promovido ao posto de marechal-de-campo.
A emigração
Após a Revolução Francesa aderiu ao campo realista e exilou-se em maio de 1791 com o seu filho mais velho, capitão de dragões, juntando-se ao grande rol dos oficiais emigrados. Foi então encarregue de dirigir os serviços de guerra criados em Koblenz pelos príncipes irmãos do rei deposto. Combateu na campanha de 1792 como marechal-de-campo e marechal-general da logística do exército realista.
Foi então feito comendador da Ordem Real e Militar de São Luís. Em 1794, partiu da Alemanha para Inglaterra, por ordem do Conde de Artois, enviada de São Petersburgo.
Em 1795, foi colocado como intendente-geral dos emigrados franceses e das tropas inglesas na expedição às ilha de Noirmoutier e à ilha de Yeu. Após o desfecho da batalha de Quiberon, travada a 21 de julho de 1795, em que o corpo de emigrados foi totalmente destruído, o que foi trágico para o campo realista, ocorreu a dispersão dos militares que o integravam. La Rozière foi convidado pelo Império Otomano para entrar ao seu serviço com grandes vantagens, mas preferiu entrar ao serviço da Rússia com o posto de major-general.
Serviço em Portugal
Pouco tempo depois, por acordo especial, passou para o serviço do rei de Portugal com o posto de tenente-general. Foi então intendente-geral dos exércitos portugueses, tendo chegado a Lisboa em 1797. Em 1799, foi enviado para Londres, onde foi comissionado pelo governo inglês. 
Em 1800, porém, o Príncipe Regente de Portugal chamou-o de volta e, em 1801, deu-lhe o comando do exército destinado a defender o norte de Portugal no contexto da Guerra das Laranjas. Os talentos que desenvolveu durante esta campanha granjearam-lhe o favor do soberano, que o fez comendador da Ordem Militar de Cristo no seu regresso do exército, e o nomeou inspetor-geral das fronteiras e costas do reino em 1802.
Estava ao serviço de Portugal quando, no final de 1807, as tropas francesas sob o comando de Jean-Andoche Junot, depois feito duque de Abrantes, se apoderam do reino. Foi integrado no estado-maior deste general, mas, pela sua idade e saúde não teve participação relevante nos combates da Guerra Peninsular. Faleceu em Lisboa, a 7 de abril de 1808, com 72 anos de idade, poucos meses após a entrada das forças francesas naquela cidade.
Em 1769, La Rozière casou com Mademoiselle Locquet de Granville, com quem teve vários filhos, mas a sua descendência está atualmente extinta na linha masculina.

## Obras
Deixou um grande número de obras inéditas e manuscritos muito valiosos, entre os quais a Histoire des guerres de France sous Louis XIII, Louis XIV et Louis XV (História das guerras francesas sob Luís XIII, Luís XIV e Luís XV), a Relation de la campagne des Prussiens en 1792, a Relation de la campagne de 1801 en Portugal, mais os Devoirs du maréchal des logis de l'armée et de l'officier d'état-major e L'Art d'asseoir les camps, de faire des reconnaissances, du choix des positions et de la marche des colonnes en campagne. A estes juntam-se os reconhecimentos gerais e muito extensos em todas as costas e fronteiras de França e em várias partes de Inglaterra, Alemanha e Suíça, acompanhados de planos e mapas, e um trabalho considerável sobre Portugal, dirigido apenas por ele. O trabalho sobre a Inglaterra, preparado por ordem do ministério secreto do conde de Broglie, é imenso. Entre as suas obras publicadas destacam-se as seguintes:
- Les stratagèmes de guerre dont se sont servis les plus grands capitaines du monde, depuis plusieurs siècles jusqu'à la paix dernière. Baptiste Bauché, Paris, 1756.
- Campagne du maréchal de Créqui en Lorraine et en Alsace en 1677, Paris 1764 ;
- Campagne de Louis, prince de Condé en Flandres en 1674, Paris 1765 ;
- Campagne du maréchal de Villars et de Maximilien Emmanuel, électeur de Bavière en Allemagne en 1703, Paris 1766 ;
- Campagnes du duc de Rohan dans la Walteline en 1635 (precedido de um discurso sobre a guerra de montanha, com mapas);
- Traité des armes en général, Paris 1764 (nesta obra, para além do mapa do Landgraviato de Hesse-Cassel que mandou gravar em 1761, oferece ainda um mapa dos Países Baixos católicos e uma carta da batalha de Seneffe).

La Rozière também contribuiu com 16 longos artigos para o Supplément à l'Encyclopédie e trabalhou numa série de decretos e regulamentos relativos ao sector militar. 